# Corythalia banksi
Corythalia banksi är en spindelart som beskrevs av Roewer 1951. Corythalia banksi ingår i släktet Corythalia och familjen hoppspindlar. Inga underarter finns listade i Catalogue of Life.